# 確率要素
数学の確率論における確率要素（かくりつようそ、英: random element）とは、確率変数の概念の一般化であって、その終域が単純な実数直線からより複雑な空間へ拡張されたものである。この概念は、「確率論の発展とその応用分野の拡張は、試行の（ランダムな）結果が数や数の有限集合によって表現される体系から、試行の結果が例えばベクトル、関数、過程、体、級数、変換や集合あるいは集合族によって表現される体系へ移行する必要性につながる」という意見を残したモーリス・ルネ・フレシェによって導入された。
昨今の慣例では〈確率要素〉を扱う際の終域は位相線型空間であることが多いが、しばしば部分集合の特別な σ-代数を備えるバナッハ空間やヒルベルト空間であることもある。

## 定義
(Ω, ℱ, P) を確率空間とし、(E, ℰ) を可測空間とする。E に値を取る確率要素とは、(ℱ, ℰ)-可測であるような関数 X: Ω→E のことを言う。すなわち、任意の B ∈ ℰ に対して B の逆像が ℱ に含まれるような関数 X （つまり、{ ω : X(ω) ∈ B } ∈ ℱ が成り立つような関数 X）のことを、確率要素と言う。
E に値を取る確率要素はしばしば、E-値確率変数と呼ばれる。
{\displaystyle \mathbb {R} } を実数空間、{\displaystyle {\mathcal {B}}(\mathbb {R} )} をそのボレルσ-代数、{\displaystyle (E,{\mathcal {E}})=(\mathbb {R} ,{\mathcal {B}}(\mathbb {R} ))} としたとき、確率要素の定義は古典的な確率変数の定義と一致する。
バナッハ空間 {\displaystyle B} に値を取る確率要素 {\displaystyle X} の定義は、一般的に、すべての有界線形汎関数が可測であるような B 上の最小の σ-代数を役立てるものと理解される。この場合の同値な定義として、すべての有界線形汎関数 f に対して {\displaystyle f\circ X} が確率変数であるならば、確率空間上の写像 {\displaystyle X:\Omega \rightarrow B} は確率要素である、というものがある。それはまた、{\displaystyle X} が弱可測関数であることとも同値である。

## 様々な場面における確率要素
- 確率変数
  - 離散確率分布
  - 複素確率変数
  - 単純確率変数
  - 確率ベクトル（英語版）
  - ランダム行列
- 確率分布
  - 確率質量関数
  - 確率密度関数
- 確率過程
- 確率場（英語版）
- 確率測度
- 確率集合
- 確率閉集合
- 確率コンパクト集合